# Палмето (Луизијана)
Палмето (енгл. Palmetto) град је у америчкој савезној држави Луизијана.

## Демографија
По попису из 2010. године број становника је 164, што је 24 (-12,8%) становника мање него 2000. године.
| Група             | 2000.       | 2010.      |
| Белци             | 76 (40,4%)  | 83 (50,6%) |
| Афроамериканци    | 110 (58,5%) | 74 (45,1%) |
| Азијати           | 0 (0,0%)    | 0 (0,0%)   |
| Хиспаноамериканци | 2 (1,1%)    | 0 (0,0%)   |
| Укупно            | 188         | 164        |